# Diamond Jim
Pour plus de détails, voir Fiche technique et Distribution.
Diamond Jim est un film biographique réalisé par A. Edward Sutherland, sorti en 1935 et basé sur la biographie Diamond Jim Brady (en) de Parker Morell. 

## Synopsis
Diamond Jim raconte la vie de l'entrepreneur légendaire James Buchanan Brady, y compris sa romance avec l'artiste Lillian Russell, et des stars Edward Arnold, Jean Arthur, Cesar Romero et Binnie Barnes.

## Fiche technique
- Titre original : Diamond Jim
- Réalisation : A. Edward Sutherland
- Scénario : Preston Sturges, d'après Diamond Jim Brady de Parker Morell
- Costumes : Vera West
- Musique : Franz Waxman, Ferde Grofé
- Production : Edmund Grainger
- Société(s) de production : Universal Pictures
- Société(s) de distribution : Universal Pictures
- Photographie : George Robinson
- Budget : 750 000 $
- Pays d'origine :  États-Unis
- Langue originale : anglais
- Format : noir et blanc — format 35 mm — 1.37:1
- Genre : biographie
- Durée : 88 minutes
- Dates de sortie :
  - États-Unis : 2 septembre 1935
  - France : 11 octobre 1935

## Distribution
- Edward Arnold : Diamond Jim Brady
- Jean Arthur : Jane Matthews / Emma
- Binnie Barnes : Lillian Russell
- Cesar Romero : Jerry Richardson
- Eric Blore : Sampson Fox
- Hugh O'Connell : Charles B. Horsley
- George Sidney : le prêteur sur gages
- Robert McWade : A. E. Moore
- Charles Sellon : Touchey
- Henry Kolker : le président de la banque
- William Demarest : Harry Hill
- Albert Conti : un bijoutier
- Armand Kaliz : un vendeur de bijoux
- Tully Marshall : un pasteur
- Purnell Pratt : le physicien
- Helen Brown : la mère de Brady
- George MacQuarrie, Murdock MacQuarrie : agents de change
- Joseph W. Girard : figuration
- J. P. McGowan : l'ingénieur
- Daisy Bufford : la femme de ménage
- Dell Henderson : un parieur
- Malcolm Waite : le pompier
- Robert Emmett O'Connor : le père de Brady
- King Baggot : figuration
- William Worthington : un homme au bar
- Otis Harlan :  un ivrogne
- Eddie Collins : un cycliste
- Eily Malyon : un organiste
- Jean De Briac : le chef
- Wilfrid North : un courtier
- Bobby Burns : Walter
- Frank Hagney : un agresseur
- George Reed : un porteur
- John Larkin : le majordome